# جوهانس لارسن
جوهانس لارسن (بالدنماركية: Johannes Larsen)‏ هو رسام دنماركي، ولد في 27 ديسمبر 1867 في Kerteminde ‏ في الدنمارك، وتوفي بنفس المكان في 20 ديسمبر 1961.

## وصلات خارجية
- الموقع الرسمي
- جوهانس لارسن على موقع ميوزك برينز (الإنجليزية)